# Okawango Zachodnie
Okawango Zachodnie (ang. Kavango West) – jeden z 14 regionów administracyjnych Namibii, ze stolicą w Nkurenkuru. Powstał w 2013 w wyniku podziału regionu Kavango.

## Granice regionu
Region graniczy od północy z Angolą, od południowego wschodu z Botswaną, od zachodu z regionami Oshikoto i Ohangwena, od wschodu z regionem Okawango Wschodnie, a od południa z regionem Otjozondjupa.

## Podział administracyjny
Okawango Zachodnie dzieli się na osiem okręgów:  Kapako, Mankumpi, Mpungu, Musese, Ncamangoro, Ncuncuni, Nkurenkuru, i Tondoro.